# سركيس آغاجان الشمذيناني
ولد سركيس آغاجان عام 1962 في ناحية ديانا التابعة لمحافظة أربيل ومن عائلة اصلها هكاري التركية والتي هاجرت إلى روسيا وإيران ومنها إلى العراق خلال الحرب العالمية الأولى. في عام 1975 أصبح لاجئاً في إيران واستقر في مدينة تبريز. وأكمل دراسته المتوسطة والإعدادية فيها. 
في عام 1979، أسس حزب اتور الديمقراطي الذي شارك في الكفاح المسلح ضد نظام البعث في عام 1980. وفي عام 1992 شارك في انتخابات كردستان العراق وانتخب عضواً في البرلمان من عام 1992 إلى عام 2005، وكان أصغر أعضاء برلمان كردستان آنذاك. وفي عام 1999 شغل منصب وزير المالية والاقتصاد في الكابينة الرابعة لحكومة إقليم كردستان حتى عام 2006، خلال عام 2004 إلى 2006 شغل أيضا منصب نائب رئيس وزراء إقليم كردستان وهو اعلى منصب يحصل عليه مسيحي في إقليم كردستان، وفي الكابينة الخامسة لإقليم كردستان حصل مجددا على منصب وزير المالية والاقتصاد واستمر بالمنصب نفسه حتى عام 2009م وحصل على العديد من الاوسمة والدروع والشهادات التقديرية من العديد من الشخصيات والمؤسسات والجمعيات للدعم والجهود التي بذلها في خدمة المسيحيين واعتبروه مهندس الحكم الذاتي ورمز الإعمارر والبناء والتوحيد، ومن هذه الاوسمة والدروع والشهادات التقديرية:
1- وسام القائد والفارس من نوع القديس مار غريغوريوس الكبير من قبل البابا بيندكتس السادس عشر بتأريخ 1آب عام 2006.
2- وسام مار مرقس وهو ارفع وسام في الكنيسة القبطية الأرثوذكسية ودرع بطريركية الكرازة المرقسية من قبل البابا شنودة الثالث بابا الكنيسة القبطية الأرثوذكسية في العالم وابراهام رئيس اساقفة اورشليم والشرق الأوسط للكنيسة القبطية بتأريخ 24من شهر آذار عام 2007.
3- وسام القديس نرسيس شنورهالين وهو ارفع وسام في الكنيسة الارمنية الرسولية من قبل غبطة البطريرك كاريكين الثاني القائد الاعلى للكنائس الارمنية في أرمينيا والعالم بتاريخ 4 من شهر نيسان عام 2007.
4- وسام مار اغناطيوس النوراني بدرجة كومندور والذي يعتبر ارفع وسام في الكنيسة السريانية الأرثوذكسية في العالم من قبل غبطة البطريرك مار اغناطيوس زكا الأول عيواص الرئيس الاعلى للكنيسة السريانية الأرثوذكسية في العالم بتأريخ 6 تشرين الأول عام 2006.
5- وسام المهندس الناجح وهو أول وسام في كنيسة المشرق الآشورية والميدالية البطريركية من قبل غبطة البطريرك مار دنخا الرابع بطريرك كنيسة المشرق الآشورية في العالم بتأريخ 19 تشرين الأول عام 2006.
6- وسام قلادة المهد المقدسة الذهبية وهو ارفع وسام في الكنيسة السريانية الانطاكية من قبل غبطة البطريرك مار اغناطيوس بطرس الثامن بطريرك كنيسة السريان الانطاكية بتأريخ 28 آب عام 2007.
7- وسام الصليب المقدس وهو ارفع وسام في الكنيسة الشرقية القديمة من قبل غبطة البطريرك مار ادي الثاني بطريرك الكنيسة الشرقية القديمة بتأريخ 4 تموزعام 2007.
8- وسام صليب اورشليم وهو ارفع وسام في كنيسة الروم الملكيين من قبل غبطة البطريرك مار غريغوريوس جورج الثالث لحام بطريرك كنيسة الروم الملكيين في العالم بتأريخ 5 كانون الثاني عام 2011.
9- الكتاب المقدس والصليب المميز من قبل اتحاد جمعيات الكتاب المقدس في العالم عن طريق ممثل الاتحاد نبيل جمال عميش.
10- وسام الرجال المتميزين ودرع الإعمارر من قبل المؤسسة الوطنية للإعمارر والتطوير في العراق.
11- انتخب رجل العام 2006ــ 2008 ــ 2009 من قبل الشخصيات المعروفة والجمعيات والمؤسسات القومية الآشورية في أمريكا وأوروبا وأستراليا.
قام ببناء وإعادة الحياة لاكثر من 105 قرية تابعة للشعب الكلداني السرياني الآشوري في محافظتي دهوك ونينوى التي تم تهديمها بين عام 1961- 1987 من قبل نظام البعث العراقي وبالإضافة إلى بناء البيوت السكنية والكنائس والمدارس وقاعات للمناسبات وتم تقديم خدمات أخرى كالكهرباء والماء وغيرها في هذه القرى، وفيما يلي أسماء القرى والبلدات التي تم بناؤها وإعمارها:
آومرا، مار اوراها، آرادن، آزخ، آفزروك شنو، آفزروك ميرى، أقرى، البركة، الفاف، ايت، اينشكى، بابلو، باجده باختمى، بادرش، باز، باقوفا، بيناثا، بلمد، بليجانى، باكيرى، بخلوجه، بشخابور، بشميايى، باناصور، بي تانورى ببيدى، بيبوزى، بيدارو، بيديال، بيرسفى، بيركا، تاشيش تلا، تن، توث شمايى، جديدى، جقالا، جلك، جلك العليا جمبور، جم ربتكى، خليلانى، خوارا، داوديه، دشتتاخ دشقوتانى، دهى، دورى، ديرى، ديرلوك، ديريشكى، ديرابون، رومتا، سردراف، سردشتى، سكرينى، شرانش شيوز، شكفدل، شولى، صوركا، صوريا، عين بقرى، قرولا آغاجانيان، كانى ماسى، كرماوا، مجمع كرمليس، كرنجو كانى بلاف، كشكاوا، كورى كافانا، كومانى، كوند كوسا ليفور مارياقو/شيوز، مالختا، مانكيش، ماوانا، مايى معلثايى/ شيوز، مركجيا، مغاره، ملابراون، ميركاصور موسكا، ميروكى، ميزى، ميركى، ناف كندالا، نهاوا هاوديان، هاوريسك، هاوسارك، هزارجوت، هرماشى، هيس هلوا، همزيه، هيزانى، سفلى، هيزانى العليا، هيزاوا بيروزاوا، بيقولكى، بيهندوايا، كويسنجق، تلكيف، ديانا ديرلوك، سرسنك، شرفيه، شقلاوا، عقره، عنكاوه كرمليس، عين سفنى، القوش، باطنايا، باقوفا، بحزانى بعشيقه، مجمع بخديدا، مجمع برطلى، مجمع تللسقف
كذلك قام بتوطين آلاف العوائل المسيحية المهجرة إلى شمال العراق بعد الانفجارات التي حدثت للكنائس في بغداد والموصل عام 2004 وحوادث استهداف المسيحيين في المناطق الساخنة من العراق حيث تم اسكانهم في قرى اجدادهم في شمال العراق وتم تقديم المساعدات المعيشية اللازمة لهم في هذه القرى.
لحماية المسيحيين الساكنين في منطقة سهل نينوى التي تعد أحد المراكز الكبيرة لتجمع الشعب الكلداني السرياني الآشوري في العراق بادر بتشكيل قوات حراسة خاصة من أبناء هذا الشعب لحماية قراهم وبلداتهم في هذه المنطقة ويقدر عدد المسلحين من قوات الحراسة بخمسة آلاف مسلح يتم تنظيمها وقيادتها من قبل 100 من الضباط العسكريين المسيحيين.
منذ عام 2004 ولحد الآن تمكنت هذه القوة المسلحة من حماية المسيحيين من الارهابيين في هذه المنطقة والتقليل من هجرتهم خارج الوطن وفي عام 2006 طالب الأستاذ سركيس آغاجان بالحكم الذاتي للشعب الكلداني السرياني الآشوري في كردستان العراق وبعد محاولات جدية عدة ولمدة ثلاث سنوات استطاع تثبيت هذا المطلب في دستور إقليم كردستان ضمن المادة 35 من هذا الدستور وتم التصويت عليه في برلمان إقليم كردستان بموافقة 96 عضوا ورفض عضو واحد فقط، وطبقا لهذه المادة يحق للشعب الكلداني السرياني الآشوري تشكيل منطقة الحكم الذاتي الخاص بهم.
بعد مرور سنة أعلن الأستاذ سركيس آغاجان دعمه لتشكيل محافظة للمسيحيين في سهل نينوى وبخصوص هذا الموضوع أيضا وفي بداية عام 2014 ابدى مجلس وزراء العراق برئاسة السيد نوري المالكي استعدادها لتشكيل هذه المحافظة وبذلك تم تشكيل لجنة خاصة لتهيئة الاجراءات القانونية اللازمة بذلك.
منذ عام 2010 ولحد الآن كان الشعار الأساسي لجميع الاحزاب والتجمعات الكلدانية السريانية الآشورية المطالبة بالحكم الذاتي في كردستان العراق وتشكيل محافظة في سهل نينوى وكان أول من طرح فكرة هذا الشعار ومؤسسه الأستاذ سركيس آغاجان.
في عام 2005 تم تأسيس قناة عشتار الفضائية التي كان الهدف من تأسيسها ان تكون صوتا مدويا لشعبنا الكلداني السرياني الآشوري وتهتم بشؤونه كما اولت القناة أهمية خاصة بشؤون الاقليات القومية والدينية الأخرى مثل الارمن والايزيديين والمندائيين وغيرها حيث تبث برامجها بثلاث لغات السريانية والعربية والكوردية إضافة إلى برامج أخرى خاصة باللغتين الارمنية والمندائية، وفي عام 2006 تم تأسيس قناة تلفزيونية أخرى باسم (اينانا) والتي كانت تبث برامجها من لندن، والأستاذ سركيس آغاجان هو صاحب امتياز لتسع مجلات كوردية وعربية وسريانية ووجه المؤسسات المعنية بطبع ونشر أكثر من 400 كتاب متخصص بالتأريخ والثقافة واللغة الكلدانية السريانية الآشورية (السورث).
في أواسط آذار (مارس) من عام 2007 تولدت لديه فكرة تأسيس المجلس الشعبي الكلداني السرياني الآشوري. في انتخابات عام 2009 تمكن هذا المجلس من الفوز بالمقاعد الخاصة بالمسيحيين في مجالس المحافظات وفي كل من بغداد ونينوى، وفي انتخابات برلمان كردستان العراق التي اجريت عام 2009 حاز هذا المجلس على ثلاثة مقاعد من مجموع خمسة مقاعد مخصصة للشعب الكلداني السرياني الآشوري وفي السنة التي تلتها حاز المجلس على مقعدين في انتخابات مجلس النواب العراقي.
خلال سبع سنوات من تأريخ تأسيس المجلس الشعبي الكلداني السرياني الآشوري اثبت هذا المجلس قدرته وشعبيته كقوة مسيحية في العراق، ففي الكابينتين السادسة والسابعة من حكومة إقليم كردستان العراق أصبحت وزارة النقل والاتصالات من حصة المجلس والمتمثلة بوزير لها في هاتين الكابينتين.
في عام 2014 حاز المجلس الشعبي على مقعدين في انتخابات مجلس النواب العراقي من مجموع خمسة مقاعد المخصصة للشعب الكلداني السرياني الآشوري وفي انتخابات مجالس محافظات إقليم كردستان حاز المجلس على مقعدين أحدهما في محافظة اربيل والاخر في محافظة دهوك.